# Булдаков, Андрей Анатольевич
Андре́й Анато́льевич Булдако́в (род. 14 марта 1979 года, Ижевск, Удмуртская АССР, РСФСР, СССР) — российский хоккеист, игравший в клубе российской Суперлиги «Нефтехимик» из Нижнекамска.

## Биография
Воспитанник хоккейной школы ижевской «Ижстали». Дебютировал в сезоне 1996/1997 в нижнекамском дубле «Нефтехимика» в первой лиге. В сезоне 1998/1999 вошёл в основной состав клуба, игравший в Суперлиге. 
По ходу сезона 1998/1999 покинул Нижнекамск и продолжил карьеру в клубах, игравших в высшей лиге страны:
сначала перейдя в состав лениногорского «Нефтяника», а через год — в состав ижевской «Ижстали». С 2003 года представлял волжскую «Ариаду» (первая лига), с 2004 — «Олимпию» из Кирово-Чепецка (высшая лига). Завершил карьеру в 2006 году.